# Єзерца (гора)
Єзерца або Єзерце, Єзерський верх (алб. Maja Jezercë) —  найвища вершина у всіх Динарських Альпах,  друга в Албанії і сьома найвища на Балканах. Висота — 2694 м над рівнем моря. Це один із найважчих, якщо не найнебезпечніших піків в албанських Альпах. Тим не менш, Єзерца є 28-м найвідомішою гірською вершиною в Європі континенті.
Єзерца розташована в межах гірського масиву Проклетіє та відзначається її найпівденнішим льодовиком в Європі. Окрім деяких районів на північ від вершини, гірський масив з вапняку є частиною  національних парків Тет та Долини Валбони. На неї можна піднятись з півночі, але більшість альпіністів приїжджають з Гусинє в Чорногорії, а також з Теті.
Вершина розташована в 5 км від кордону з Чорногорією, між долинами річки Валбона на схід і Шала на захід. Частково, вся територія між долинами Валбона, Шала, Роподжана і г. Росні (2522 м) відома як Єзерца.

## Ім'я
Мая Jezercë — назва албанською мовою, яка походить від північного діалекту Албанії. Jezer («туман») і maja («вершина» або «пік») разом означають «пік туману». У слов'янських мовах, включаючи сербохорватську та болгарську, Єзерський верх означає «пік озера». Топонім відноситься до карових озер на північній стороні гори. Під час комуністичної ери в Албанії їй було присвоєно назву Maja e Rinisë (гора молоді), яка не прижилася.

## Топологія

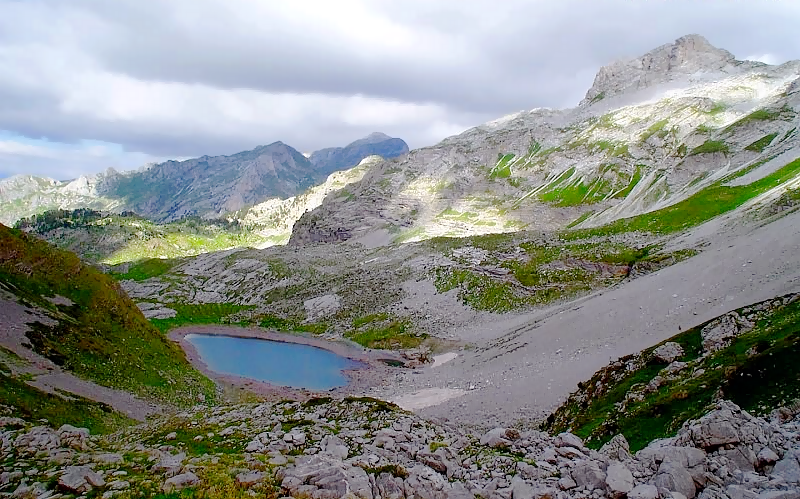
Кар Buni i Jezercës з озерами.

Єзерца — велика скеляста вершина доломітового вапняку. Тут майже немає рослинності. Північ, схід і захід від вершини гори знаходяться у великому цирку] від того, що в льодовикові періоди, коли льодовики були більш великими, ніж сьогодні. Сьогодні північний цирк називається Buni i Jezercës на висоті 1980 метрів. Оскільки вершина розташована у вологому регіоні Європи з середньою річною кількістю опадів, як вважається, 6 м на західних схилах, снігопад настільки великий, що тільки в сухі роки деякі ділянки вершини показуються з-під снігу.

## Галерея

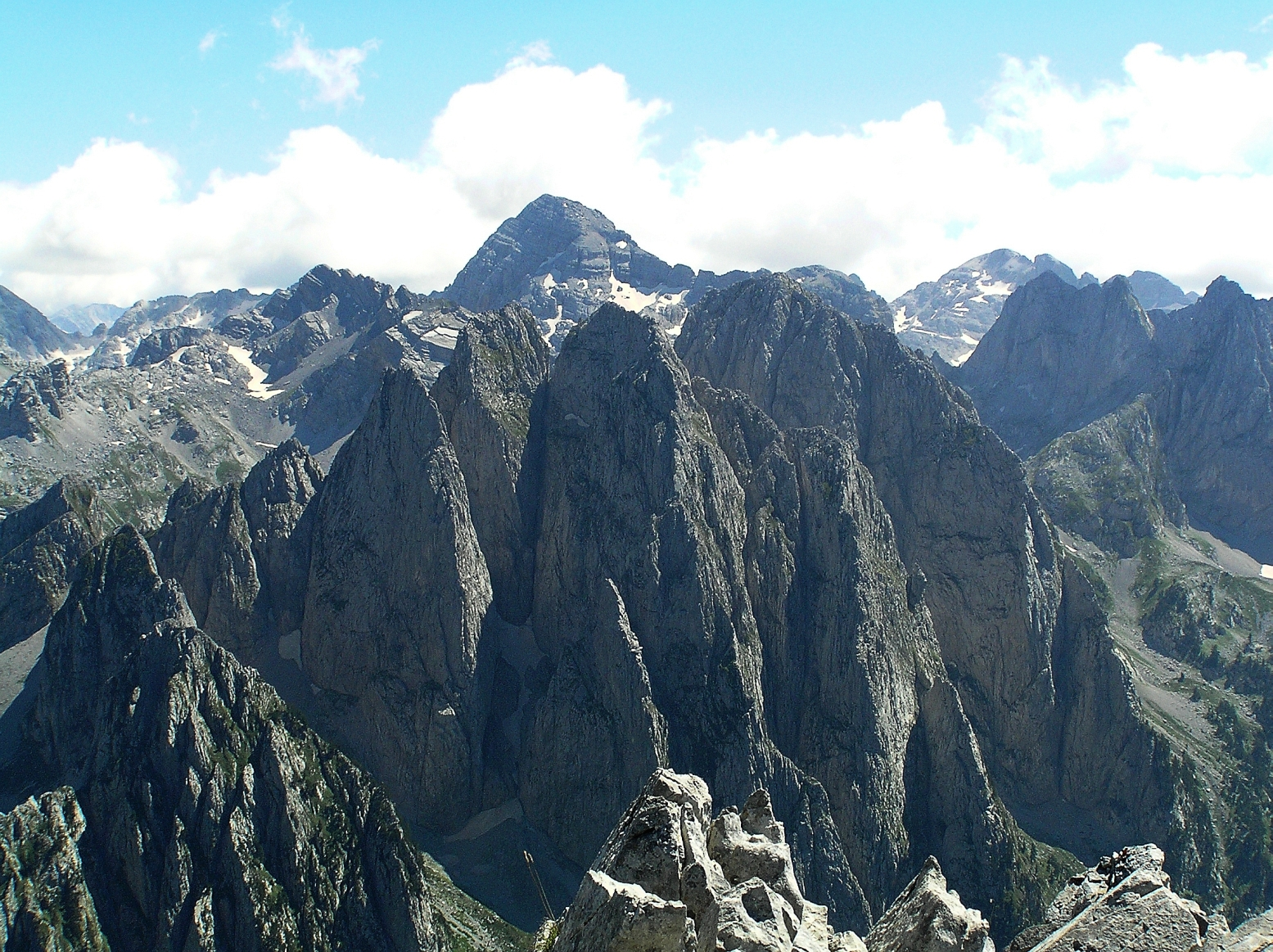
Езерца з вершини Каранфілі (2480 м).
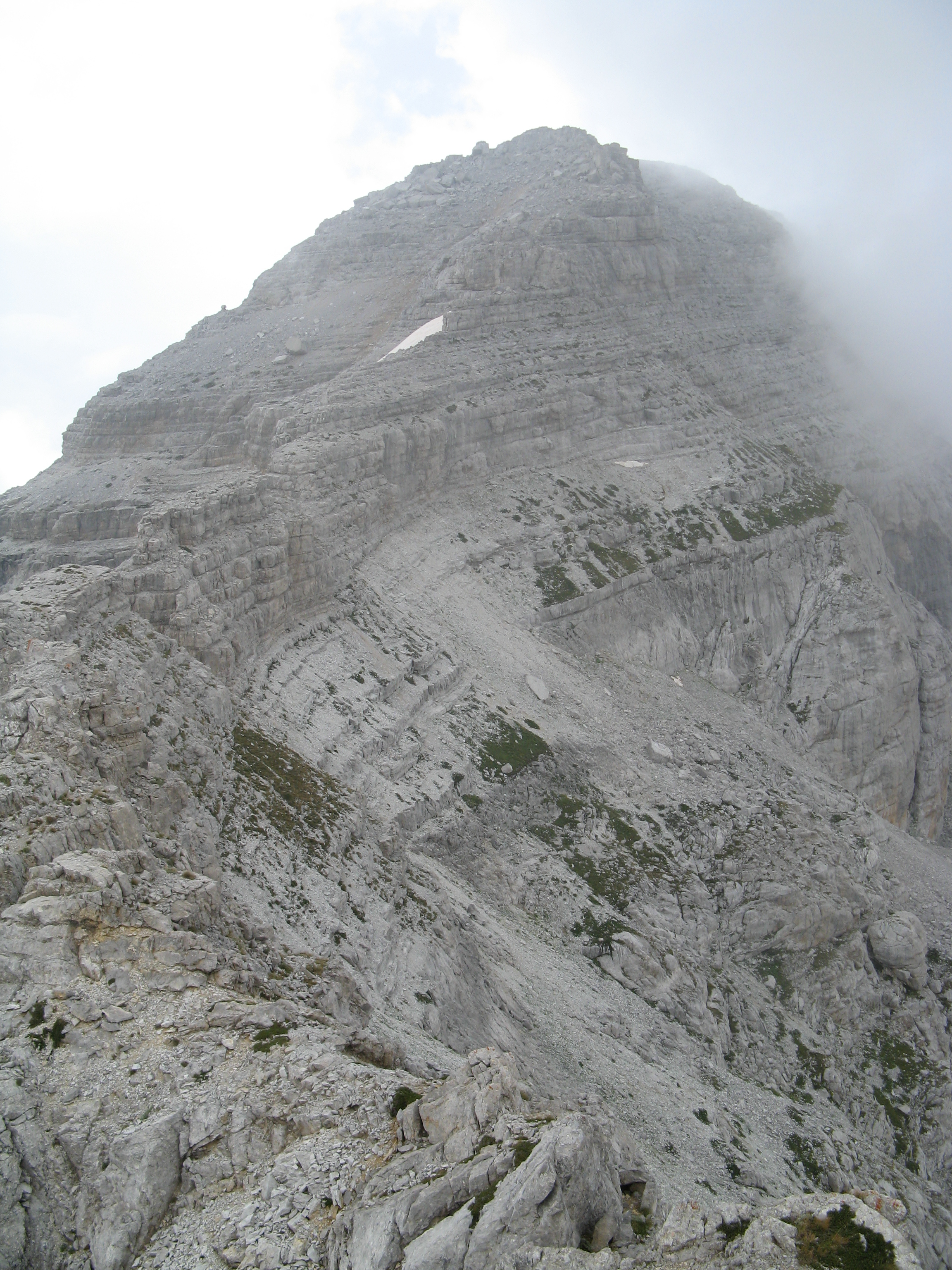
Вершина з півночі.
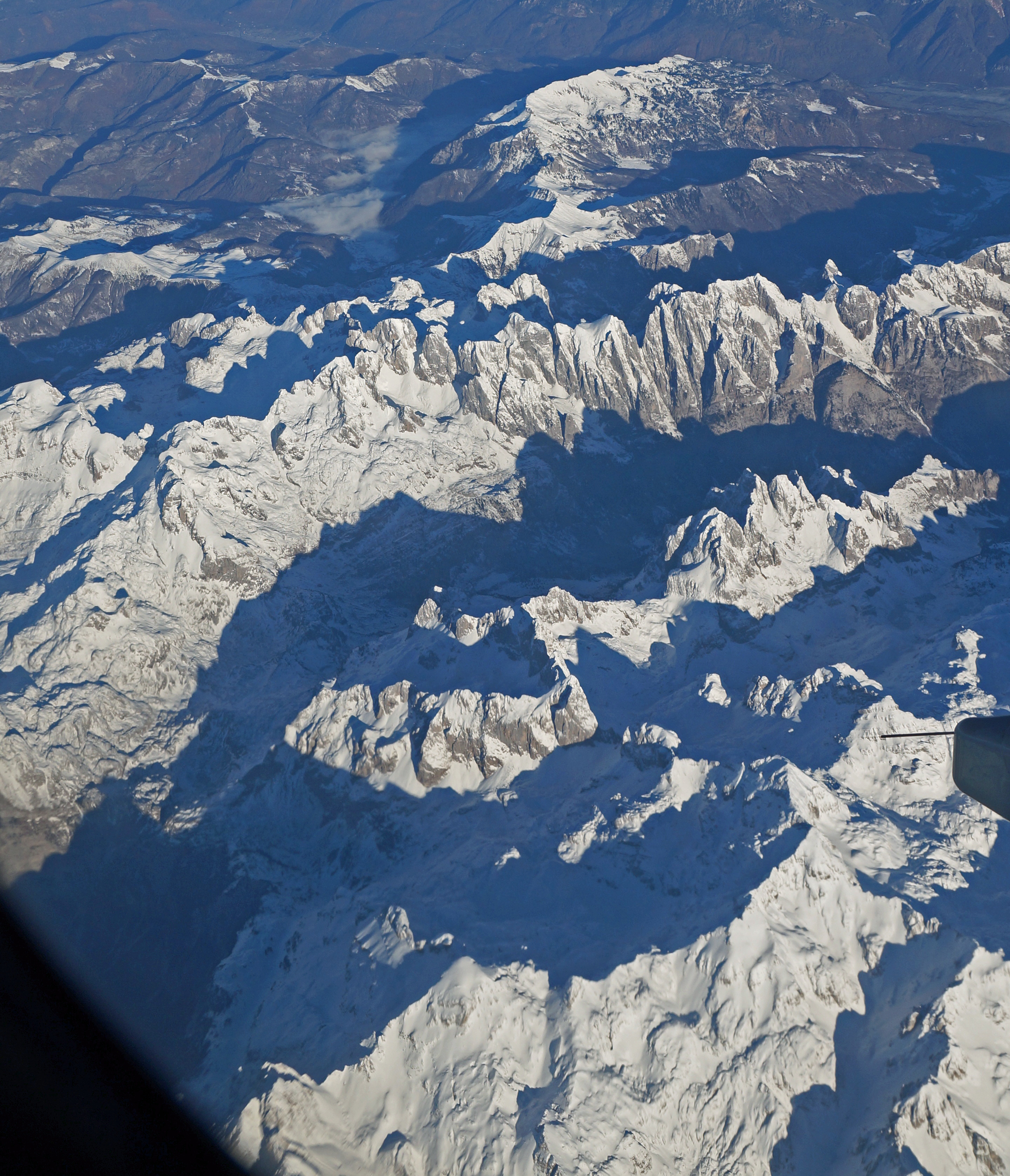
Езерца попереду, долина Руніка та Каранфілі.
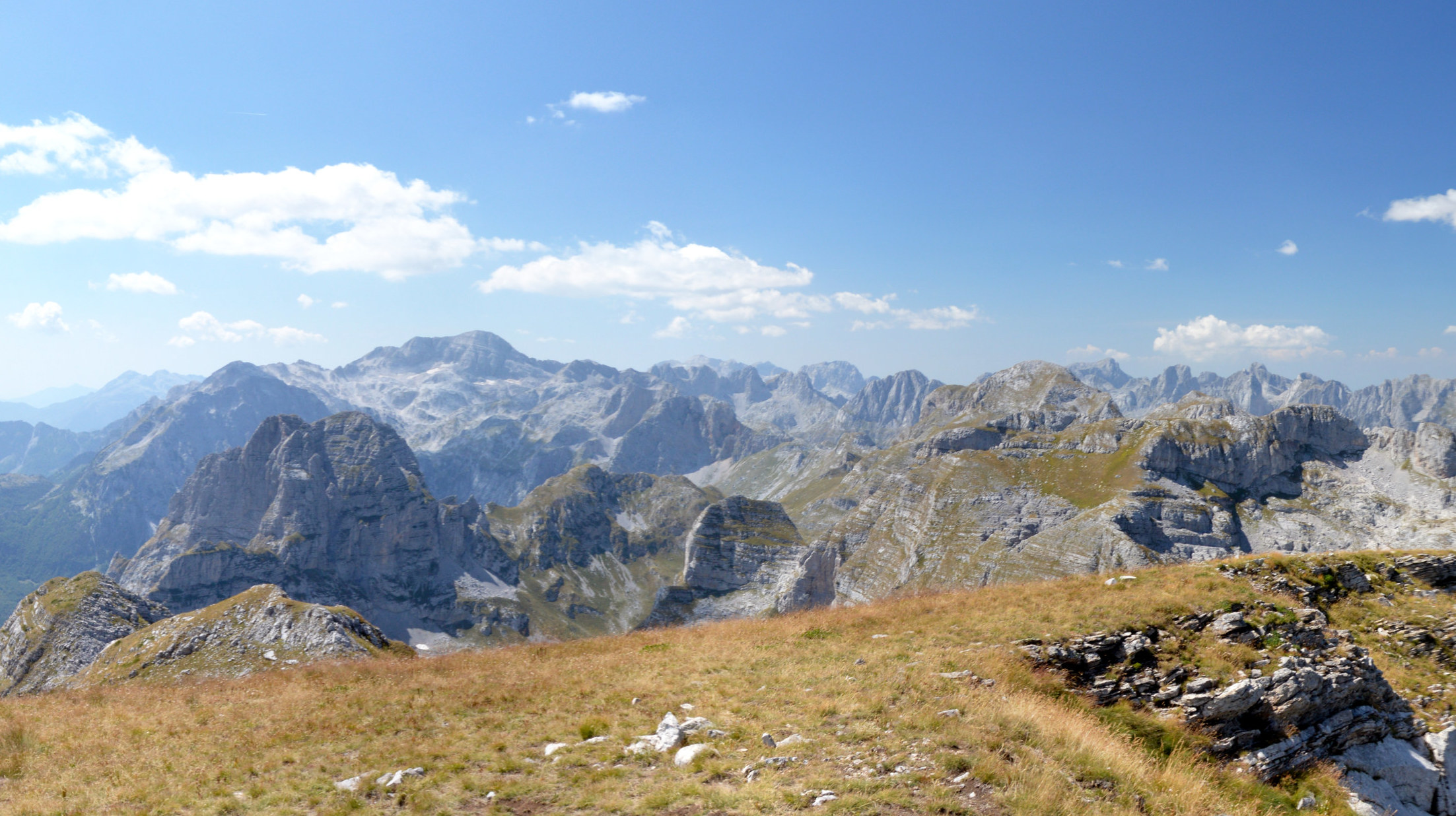
Вигляд з Зла-Колати.
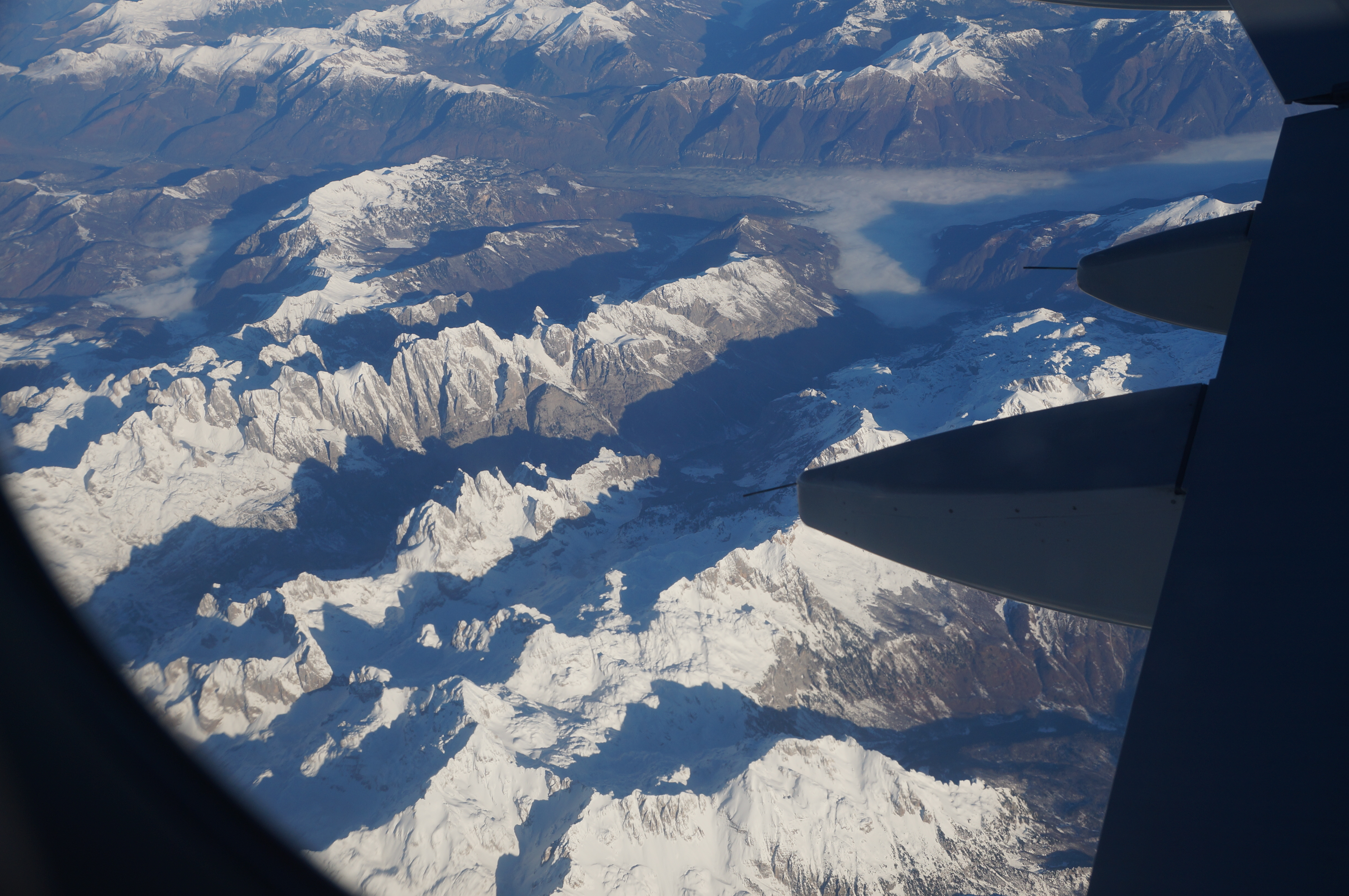
Вигляд з літака.
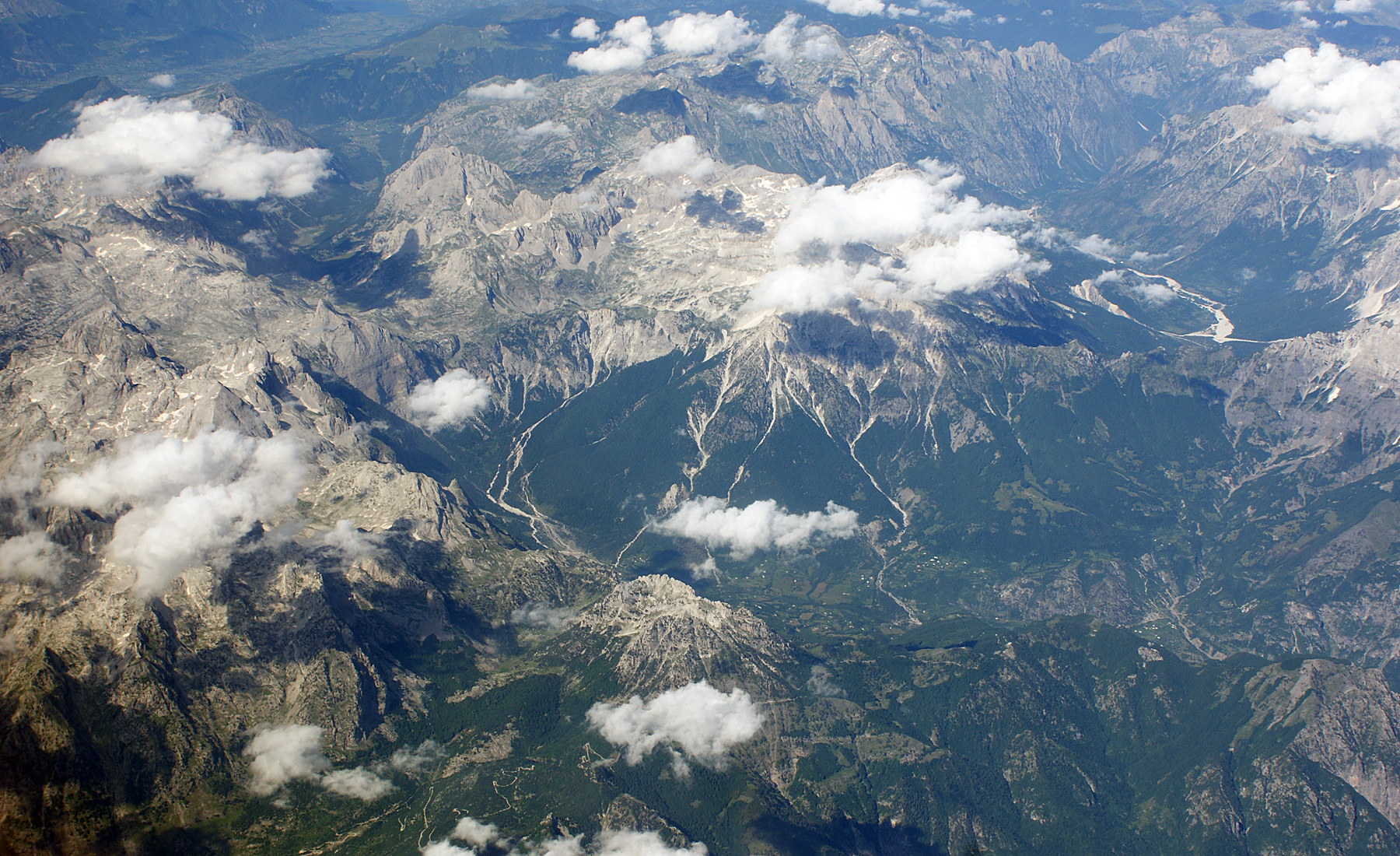
Масив Єзерца зверху.